# George Inness

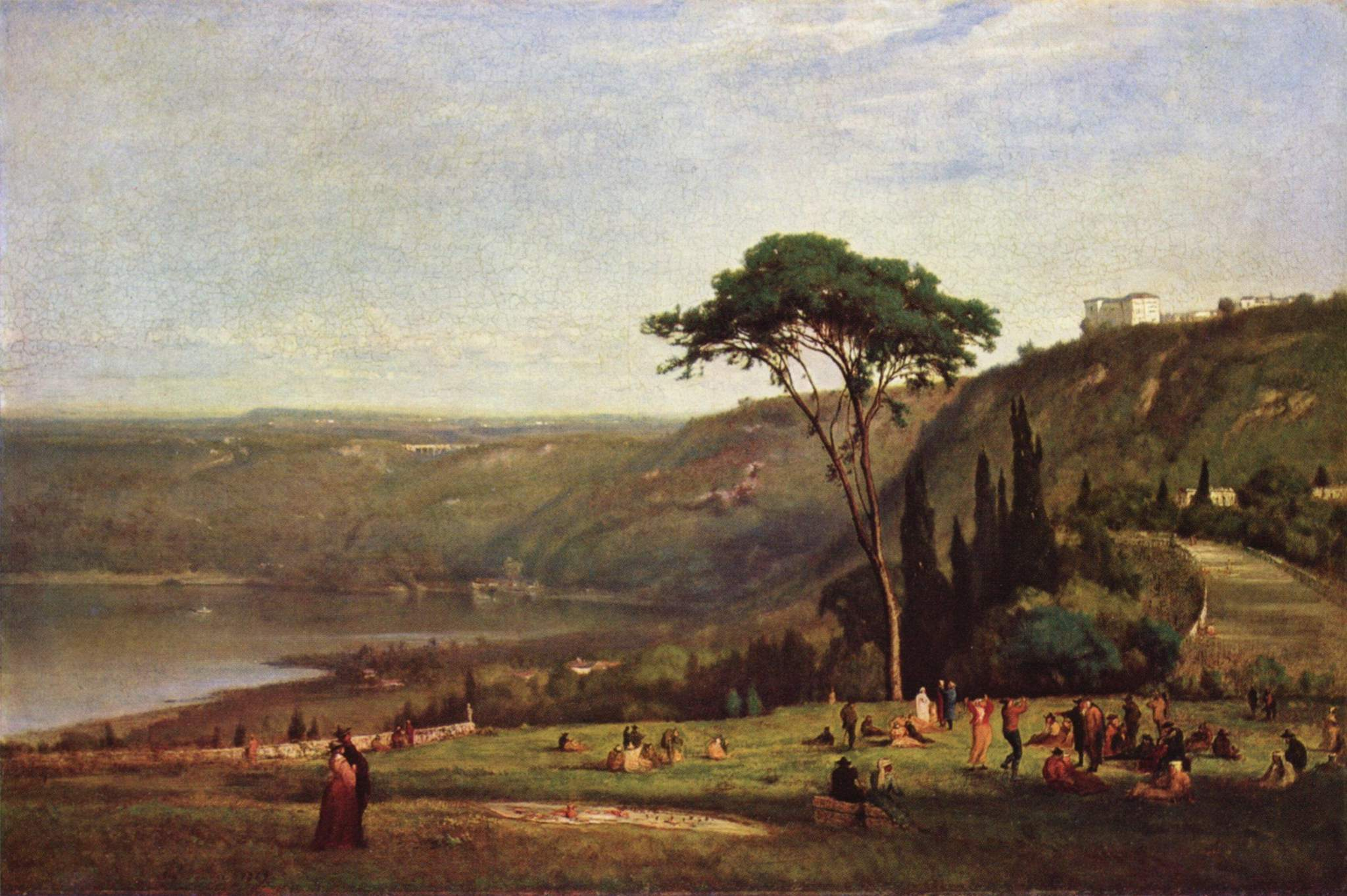
George Inness - "Lake of Albano" (1869). Phillips Memorial Gallery, Washington D.C.

George Inness, född 1 maj 1825 i Newburgh, New York, död 3 augusti 1894, var en amerikansk landskapsmålare.
Inness utbildade sig under resor i Europa och tog där intryck av Corots och Barbizonskolans verk. Han upptog motiv från sitt hemland, främst trakterna kring Hudsonfloden och blev en av Nordamerikas främste landskapsmålare. I Paris utställde han 1867 Solnedgång som väckte stor uppmärksamhet. Han målade gärna i mörk ton afton- och nattstämningar. I Münchens Pinakotek finns hans målning Niagarafallet.